# Араал
Араал (на испански: Arahal) е населено място и община в Испания. Намира се в провинция Севиля, в състава на автономната област Андалусия. Общината влиза в състава на района (комарка) Кампиния де Морон и Марчена. Заема площ от 201,9 km². Населението му е 19 335 души (по преброяване от 2010 г.). Разстоянието до административния център на провинцията е 45 km.

## Демография
| 1996   | 1998   | 1999   | 2000   | 2001   | 2002   | 2003   | 2004   | 2005   | 2006   | 2007   |
| ------ | ------ | ------ | ------ | ------ | ------ | ------ | ------ | ------ | ------ | ------ |
| 18 110 | 18 252 | 18 431 | 18 501 | 18 444 | 18 473 | 18 568 | 18 588 | 18 655 | 18 861 | 30 569 |